# Bathycongrus wallacei
Bathycongrus wallacei är en fiskart som först beskrevs av Castle, 1968.  Bathycongrus wallacei ingår i släktet Bathycongrus och familjen havsålar. Inga underarter finns listade.